# Drvene crkve mađarskih Karpata
Drvene crkve mađarskih Karpata je naziv za drvene crkve na mađarskim Karpatima (Sjeverno mađarsko gorje), izgrađene u 18. i 19. stoljeću, koje su 2000. godine nominirane za upis na UNESCO-ov popis mjesta svjetske baštine u Europi kao primjer lokalne vjerske gradnje gdje se miješaju utjecaji Istoka i Zapada. Ove crkve su slične već upisanim lokalitetima na Karpatima pod nazivom Slovačke drvene crkve i Drvene crkve Maramureşa (Rumunjska).
Ove crkve su svjedok razvoja arhitekture u vremenu njihova nastanka i prilagodbe tlocrta, vanjskih prostora i izgleda određenim zemljopisnim i kulturnim kontekstima; bogato su ukrašene slikama na zidovima i svodovima, te drugim ukrasima koji ih čine još značajnijima.
Prvi pisani podaci o drvenim konstrukcijama karpatskog bazena potječu o zapisima radova koje je započeo kralj Ladislav I. Sveti u Transilvaniji 1094. god. Drvena arhitektura u istočnoj regiji posebno je zanimljiva (Drvene crkve Maramureşa). Različiti narodi koji ovdje žive predstavljeni su različitim kulturama. U ovom području se zapadnoeuropska arhitektura prožima s istočnoeuropskom arhitekturom pravoslavnih utjecaja. Naravno, to je istina ne samo u drvenoj arhitekturi, ali je ovdje to slučaj jedinstvenih odlika. Crkvene zgrade uglavnom potječu iz osamnaestog stoljeća, ali se mogu pronaći i neki ranji dijelovi. One predstavljaju posebnu cjelinu koja se proteže preko granica uspostavljenih nakon Prvog i Drugog svjetskog rata, te pripadaju različitim kulturama u području gdje se ova gradnja obogaćivala mnogim utjecajima i tako se razvijala.
U Mađarskoj je sačuvan mali broj ovih crkava kao što je stara Crkva u Tákosu (iz 1766.) i novija crkva u Tiszacsécseu (iz 1822.). Međutim, veliki broj posebno izrađenih drvenih zvonika je preživjelo, kao što je najveći toranj ovog područja, zvonik crkve u Nyirbatoru koji je izgrađen 1640. god. Ostali značajni tornjevi su u mjestima: Lónya, Zsurk, Uszka, Tiszacsécse, Szamostatárfalva, Márokpapi, Vámosatya, Csaroda, Kölcse, Szalonna, Rásonysápberencs, itd.
- Reformatorska crkva iz 13. st. i zvonik iz 1781. god. u Lónyji
- Reformatorska crkva u selu Szamostatárfalva
- 26 m visok toranj Crkve u Vámosatyji (1691.)
- Reformatorska crkva iz 13. st. u selu Csaroda
- Toranj crkve u selu Kolcse iz 1768. god.